# Kanton Arleux
Arleux is een voormalig kanton van het Franse Noorderdepartement. Het kanton maakte deel uit van het arrondissement Douai.
In maart 2015 werd het kanton opgeheven en samen met het aangrenzende kanton Douai-Sud, met uitzondering van de gemeente Douai zelf, omgevormd tot het huidige kanton Aniche.

## Gemeenten
Het kanton Arleux omvatte de volgende gemeenten:
- Arleux (hoofdplaats)
- Aubigny-au-Bac
- Brunémont
- Bugnicourt
- Cantin
- Erchin
- Estrées
- Féchain
- Fressain
- Gœulzin
- Hamel
- Lécluse
- Marcq-en-Ostrevent
- Monchecourt
- Villers-au-Tertre